# Jubileummedaille van Soesoehoenan Prabhu Sri Paku Buwana X bij zijn 25-jarig ambtsjubileum
De Jubileummedaille van Soesoehoenan Prabhu Sri Paku Buwana X bij zijn 25-jarig ambtsjubileum op 3 januari 1929 is een onderscheiding van het zelfregerende Javaanse vorstendom Soerakarta.
Op 3 januari 1929 vierde de Soesoehoenan van Soerakarta, Pakoe Boewono X zijn 25-jarig ambtsjubileum. Dit jubileum werd met veel pracht en praal gevierd en de Soesoehoenan liet gouden, zilveren en bronzen medailles naar ontwerp van de medaillesnijder Jac J. van Goor vervaardigen bij de Koninklijke Begeer in Voorschoten. De medaille heeft een hoog reliëf. Deze medailles werden aan de gasten uitgereikt. Er zijn ook Nederlandse bestuurders en militairen onderscheiden.
Door medailles te laten slaan volgde de Soesoehoenan het voorbeeld van de Europese vorsten die in de 19e eeuw begonnen waren met het uitreiken van draagbare herinneringsmedailles bij jubilea, huwelijken en kroningen. De Soesoehoenan liet in 1936 een veel bewerkelijker ster als Eremedaille ter Gelegenheid van het 40e Regeringsjubileum van Pakoe Boewono X Soesoehoenan van Soerakarta uitreiken.
De voorzijde toont het portret van de jubilerende Soesoehoenan. Op achterzijde staat het monogram "PBX" onder de keizerskroon van Soerakarta en op een lint een Javaanse tekst zijn de data 29-11-1866 en 3-1-1929 te lezen.
De medaille werd aan een rood lint met twee witte verticale strepen langs de rand gedragen op de linkerborst. Ook dames aan het hof van Soerakarta droegen de medaille in deze uitvoering en niet aan een tot een strik opgemaakt lint.